# Les Frères Sœur
Pour plus de détails, voir Fiche technique et Distribution.
Les Frères Sœur est un film français réalisé par Frédéric Jardin, sorti en 2000.

## Synopsis
Les frères Sœur aimeraient faire du cinéma. Ils ont écrit un scénario épais, complexe et incompréhensible, dont personne ne veut. Chantage, enlèvement… ils sont prêts à tout pour réussir.

## Fiche technique
- Titre : Les Frères Sœur
- Réalisation : Frédéric Jardin
- Scénario : Édouard Baer et Frédéric Jardin
- Production : Véronique Rofé
- Musique : Nicolas Errèra et Yusef Lateef
- Photographie : Laurent Machuel
- Montage : Monica Coleman
- Création des décors : Jean Bauer
- Création des costumes : Anne Schotte
- Pays d'origine :  France
- Genre : comédie
- Sociétés de production : Canal+, FAS, IMA Productions
- Durée : 95 minutes
- Date de sortie en France : 5 juillet 2000

## Distribution
- José Garcia : Charlie Sœur
- Denis Podalydès : Jacques Sœur
- Jackie Berroyer : Francis France
- Édouard Baer : Blaise
- Alexandra London : Julie
- Jean-François Stévenin : Darius
- Daniel Emilfork : André
- Isabelle Nanty : Marion
- François Rollin : Jean-Louis
- Alexia Stresi : Sandrine
- Anthony Garcia : Simon
- Emmanuelle Lepoutre : Chloë
- Bernard Verley : James
- Sylvie Joly : Rolande
- Adrien de Van : Ghislain de Tourette